# Finchley Central (stanice metra v Londýně)
Finchley Central je stanice londýnského metra. Jedná se o nadzemní stanici ležící v obvodu Barnet v severním Londýně. Nachází se na lince Northern Line (mezi stanicemi stanicemi East Finchley a West Finchley), konkrétněji je součástí její větve vedoucí do stanice High Barnet. Ve Finchley Central se také odděluje krátká větev do stanice Mill Hill East. Stanice leží v tarifní zóně 4.

## Historie
Historie stanice začíná 22. srpna 1867, kdy byla otevřena pod jménem Finchley & Hendon na trati spojující Finsbury Park a Edgware. Tuto trať otevřela společnost Great Northern Railway. Roku 1894 došlo ke změně jména na „Finchley (Church End)“. V roce 1923 vešlo v platnost rozhodnutí parlamentu z roku 1921 o spojení železničních společností ve Spojeném království do čtyř, které dostaly přezdívku „velká čtyřka“. Great Northern Railway se stala součástí jedné z nich, a to London and North Eastern Railway (LNER). První vlaky Northern Line do stanice přijely v dubnu roku 1940. Společně se začleněním do systému metra dostala stanice název, který se používá do současnosti. Až do roku 1941 obsluhovaly stanici i vlaky LNER.

## Popis stanice

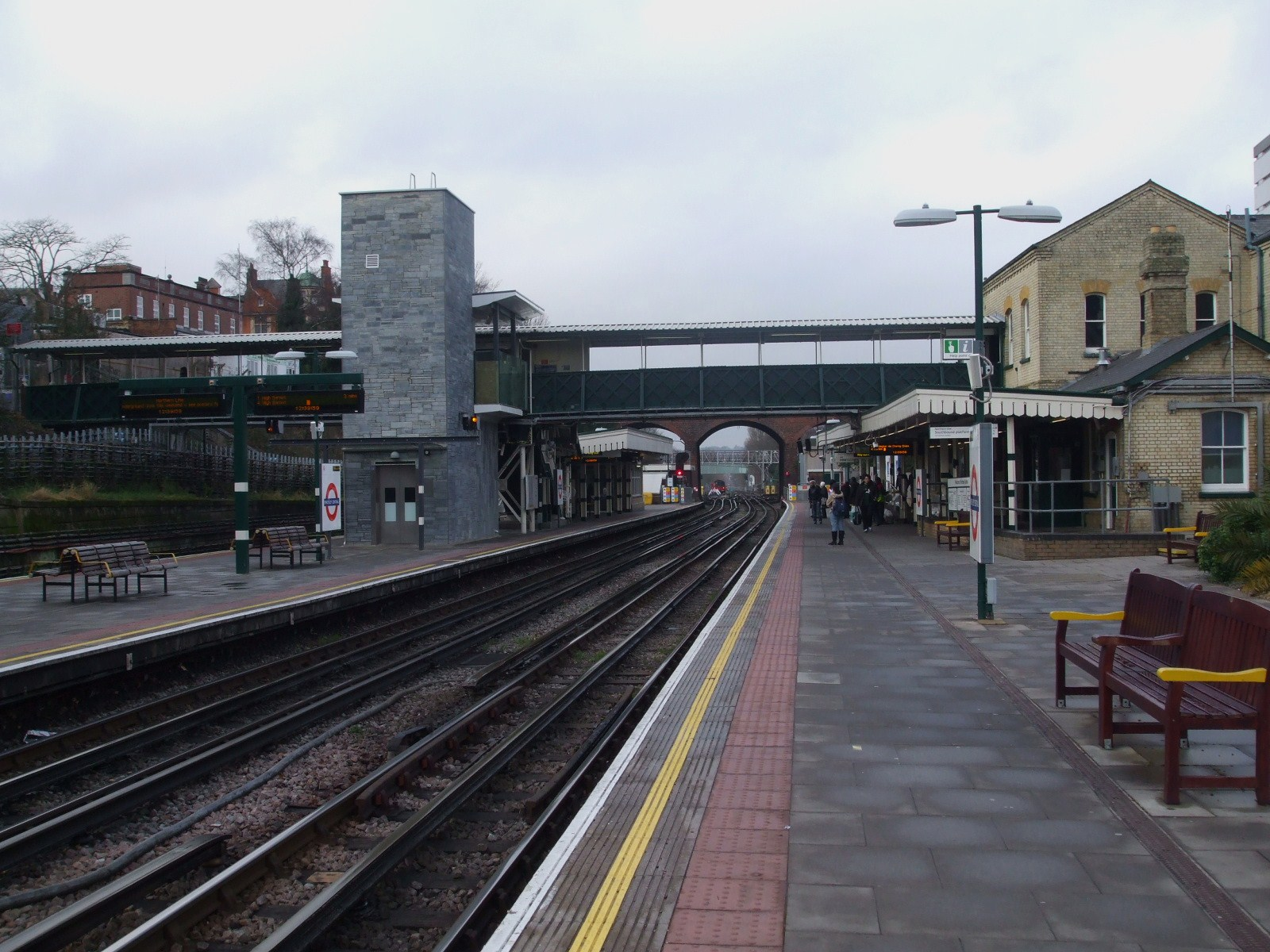
Pohled na nástupiště

Stanice je nadzemní, ale je umístěna v zářezu. Vlaky zastavují na třech kolejích u jednoho ostrovního a jednoho vnějšího nástupiště. Nástupní hrany na ostrovním nástupišti jsou označeny 1 a 2, na vnějším nástupišti pak číslem 3. Všechna nástupiště jsou propojena lávkou pro pěší, jež vede nad nimi a je na úrovni okolního terénu.
Vstup do stanice je možný z ulice Chaville Way přes původní staniční budovu, ale také z druhé strany tratě z ulice Station Road. K dispozici je bezbariérový přístup na všechna nástupiště. V blízkosti se také nachází parkoviště s kapacitou pro 269 automobilů, které leží v místech bývalého nákladiště.

## Provoz
Finchley Central leží na větvi High Barnet linky Northern Line. Vlaky obsluhují stanici v průběhu celého dne kromě nočních hodin a zajíždějí do obou větví linky v centrálním Londýně (s konečnou Morden či Battersea Power Station). Některé vlaky zde také svou jízdu mohou končit a pro obrat využít koleje severozápadně od stanice. Nedaleko od stanice se od linky do High Barnet odděluje větev do Mill Hill East, kam vlaky zajíždějí každých 12–15 minut.
V pátek a v sobotu je k dispozici noční provoz linky z High Barnet přes Charing Cross do Mordenu s patnáctiminutovými intervaly. Mimo dopravní špičku se nejedná o rušnou stanici a TfL ji klasifikuje jako „lokální“.

### Dopravní návaznost
Nedaleko stanice zastavují autobusové linky 13, 125, 143, 326, 382, 460, 626, 683, SL10 a noční autobus N20.

### Využití stanice
| Rok  | Počet cestujících |
| ---- | ----------------- |
| 2019 | 4,26 mil.         |
| 2020 | 1,56 mil.         |
| 2021 | 2,50 mil.         |
| 2022 | 3,63 mil.         |
| 2023 | 4,33 mil.         |
| 2024 | 4,59 mil.         |

## Galerie

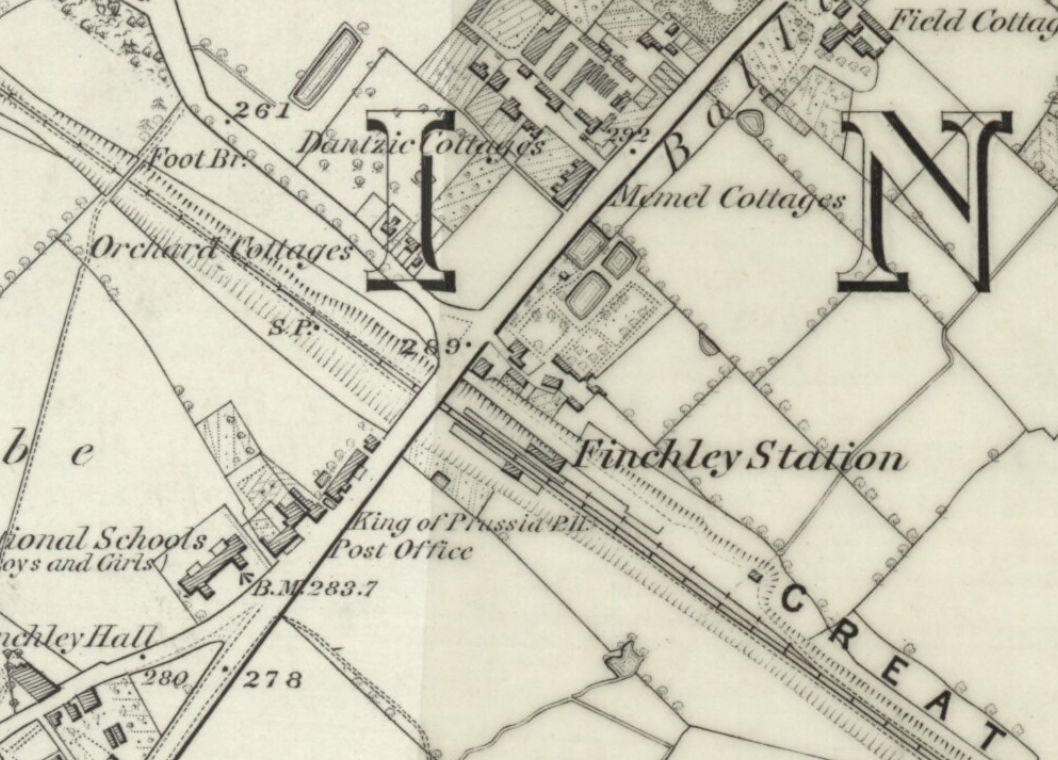
Finchley Central na plánku z roku 1873
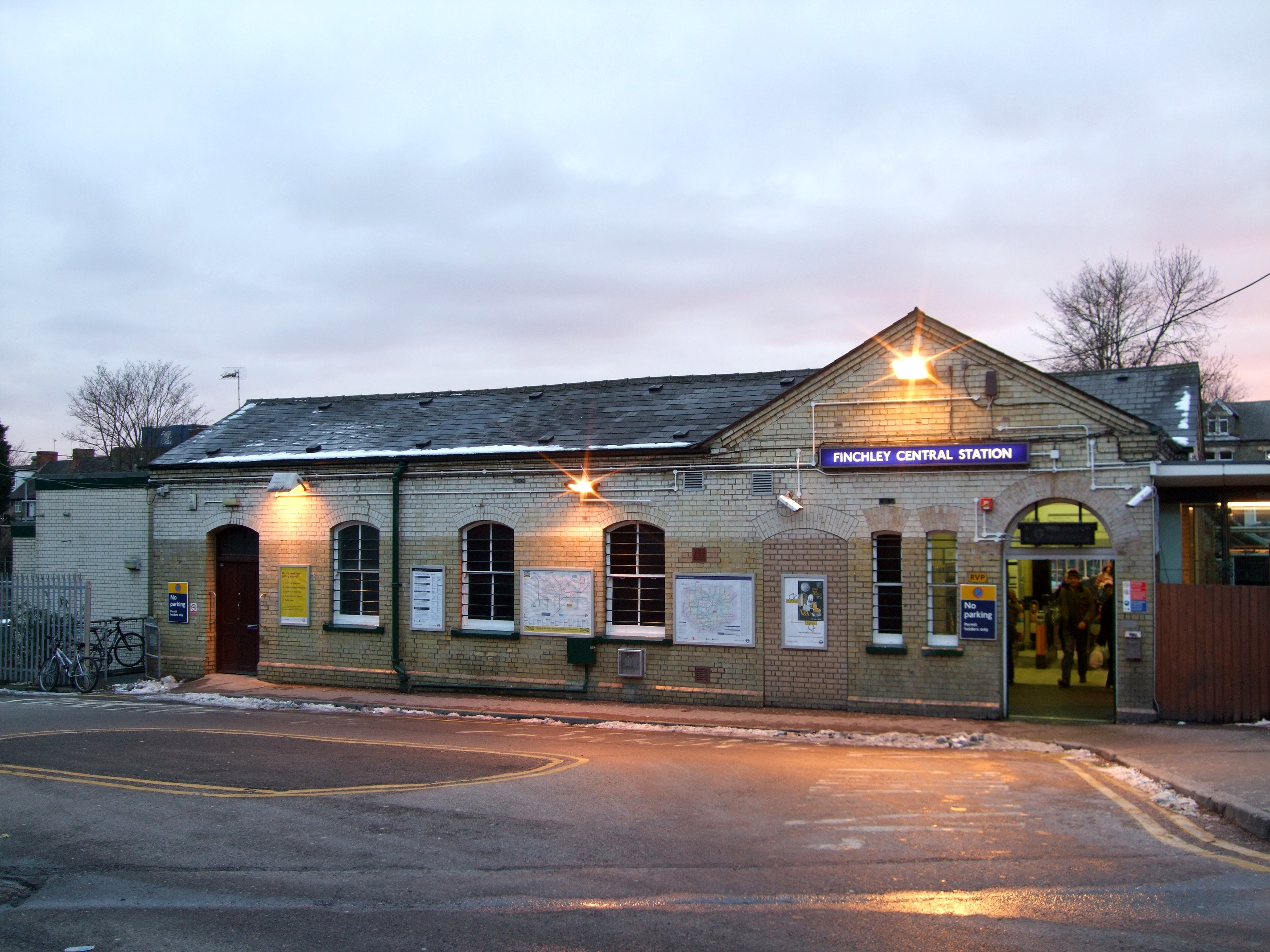
Budova stanice Finchley Central
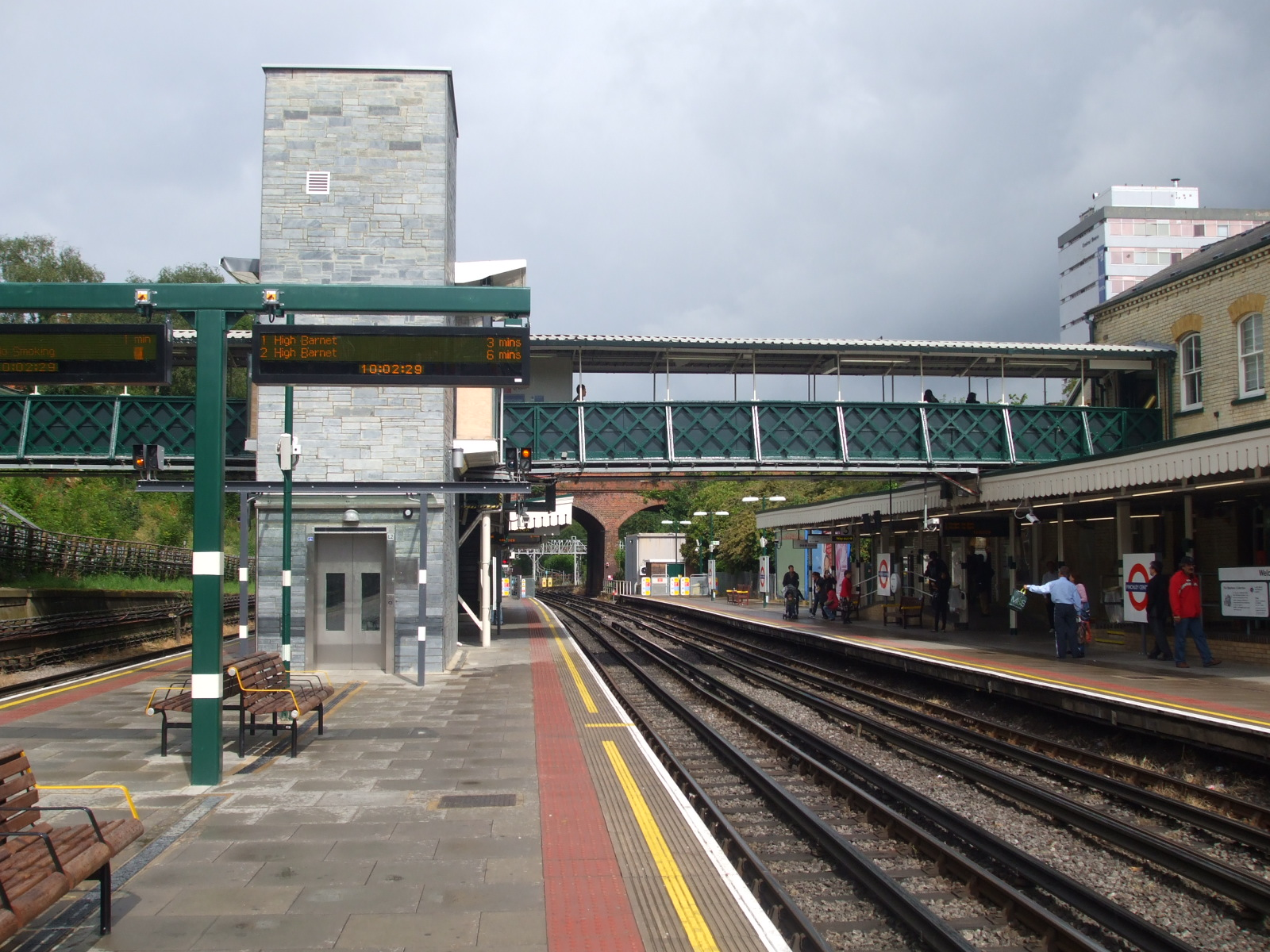
Nástupiště 1/2 s výtahem
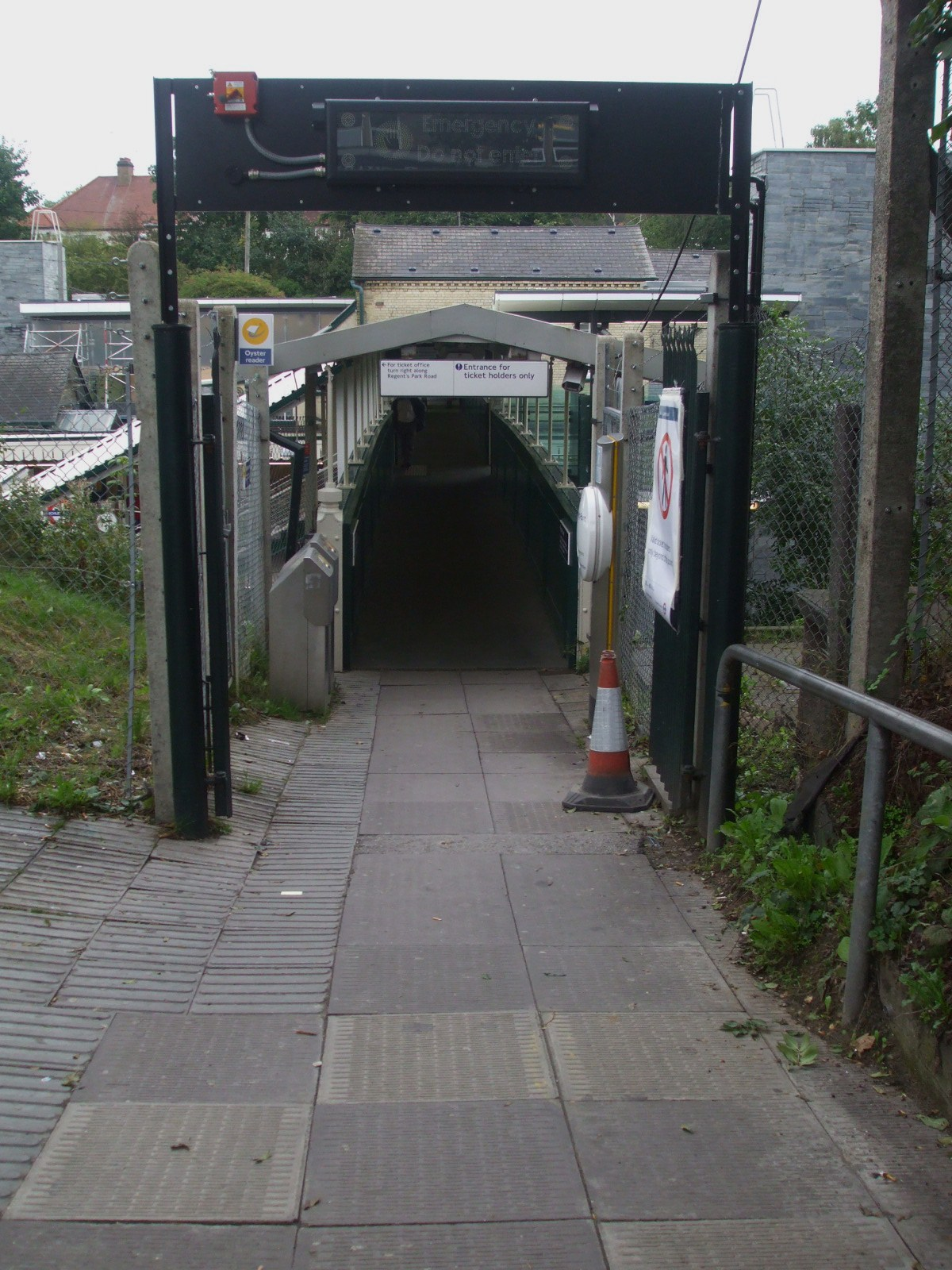
Vstup do stanice od západu
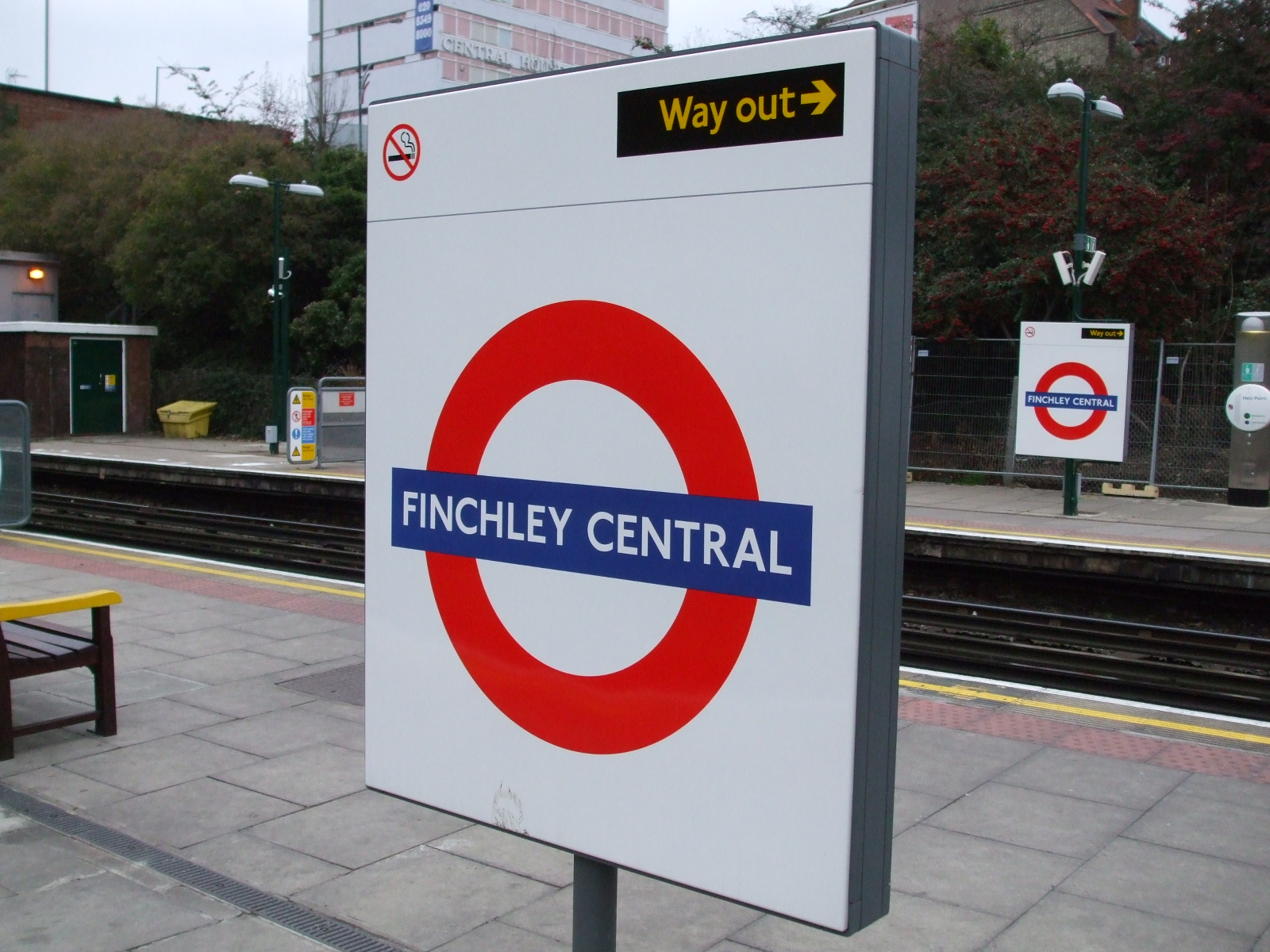
Logo londýnského metra s názvem stanice na nástupišti
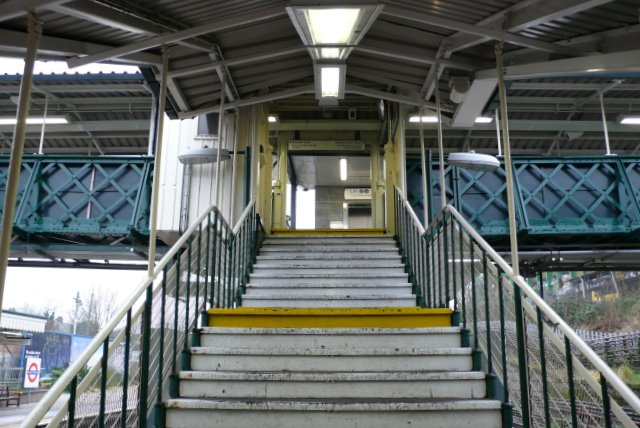
Vstup na lávku přes trať
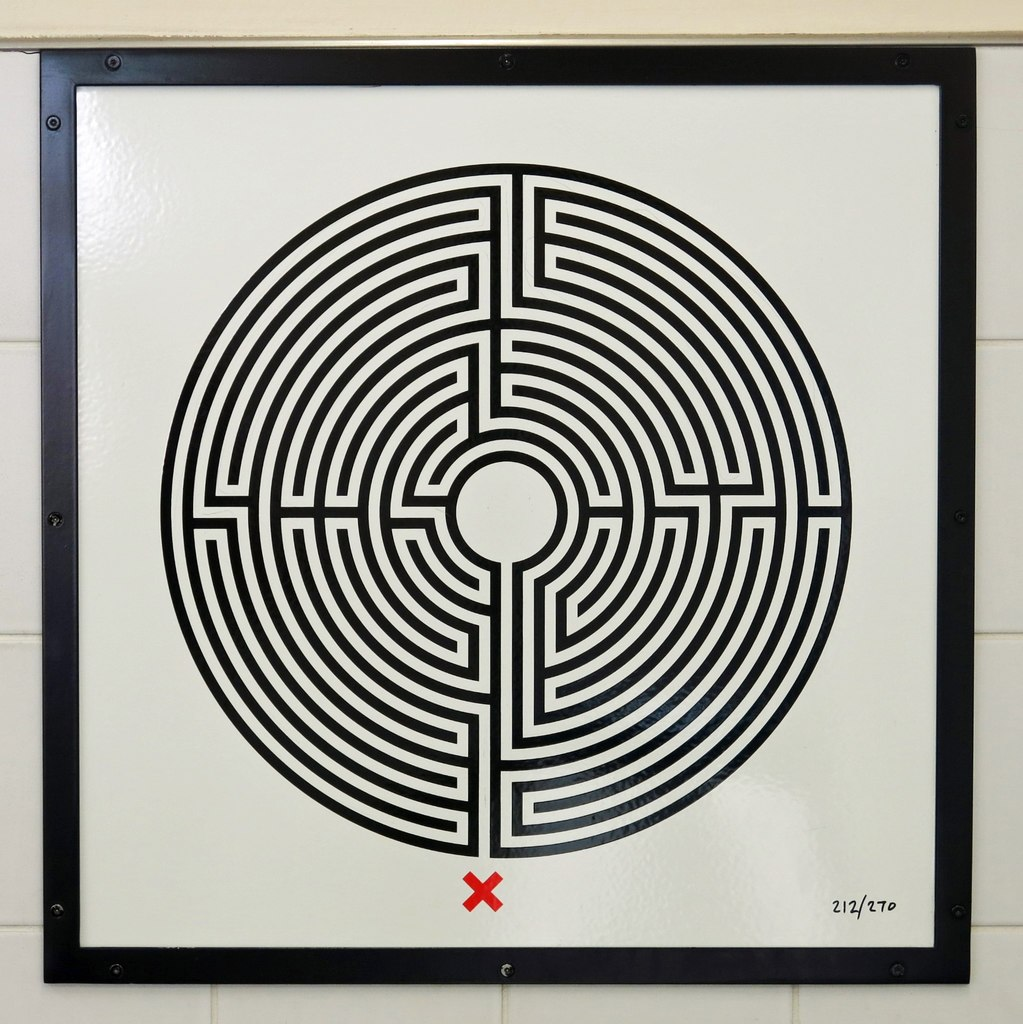
Instalace „Labyrinth“ s číslem 212